# Gisella (figlia di Pipino il Breve)
Gisella (757 – Chelles, 30 luglio 810) fu una principessa della casa regnante carolingia che divenne badessa dell'abbazia di Chelles.

## Origine
Era figlia femmina primogenita del Maggiordomo di palazzo di Neustria e Burgundia, poi anche di Austrasia ed infine re di tutti i Franchi, Pipino il Breve (che era figlio del Maggiordomo di palazzo di Austrasia ed in seguito maggiordomo di palazzo di tutti i regni dei Franchi, Carlo Martello) e della moglie Bertrada di Laon, figlia del conte Cariberto di Laon (ca. 695 -ca. 750) e di Bertrada di Colonia. Quindi era la sorella di Carlo Magno e Carlomanno I.

## Biografia
Gisella nacque nel 757. Eginardo, biografo di Carlo Magno, afferma che Gisella era stata destinata alla vita religiosa fin dall'infanzia; divenne quindi una monaca nell'abbazia di Chelles, dove infine venne nominata badessa. In qualità di badessa di Chelles ella supervisionava uno dei più importanti e prolifici scriptoria di monache attivo tra l'VIII e il IX secolo.
Nell'Annalium Angliae Excerpta, Gisella, figlia di Pipino, viene citata quando ricorda che il padre venne unto re dal papa Stefano II.
La storica Judith Herrin sostiene che Gisella, nel 765, fu promessa sposa (il fidanzamento fu rotto l'anno dopo) al figlio dell'imperatore bizantino, Costantino V, Leone. Nella lettera in cui papa Stefano III deplorava il progetto matrimoniale tra Carlo Magno e una figlia dal nome sconosciuto del re longobardo Desiderio, il pontefice cita anche un progetto matrimoniale tra Gisella e Adelchi, che non ebbe luogo. Secondo Eginardo, Gisella ebbe buoni rapporti con il fratello Carlo Magno, il quale «la trattava con lo stesso rispetto che dimostrava alla madre».
Sempre secondo Eginardo, Gisella morì nell'810 nel monastero dove aveva trascorso la maggior parte della sua vita, pochi anni prima di Carlo.
Carlo Magno e la moglie Ildegarda battezzarono la loro figlia con il nome di Gisella; la piccola Gisella sarebbe vissuta tra il 781 e l'808, ma della sua vita si conosce poco altro.

## Ascendenza
|                    |   |                        | Genitori            |  |  | Nonni |  |  | Bisnonni          |  |  | Trisnonni |  |
|                    |   |                        |                     |  |  |       |  |  | Pipino di Herstal |  |  | Ansegiso  |  |
|                    |   |                        |                     |  |  |       |  |  | Pipino di Herstal |  |  | Ansegiso  |  |
|                    |   | Begga di Andenne       |                     |  |  |       |  |  | Pipino di Herstal |  |  |           |  |
| Carlo Martello     |   |                        |                     |  |  |       |  |  | Pipino di Herstal |  |  |           |  |
|                    |   | Alpaïde di Bruyères    | ?                   |  |  |       |  |  |                   |  |  |           |  |
|                    |   | Alpaïde di Bruyères    | ?                   |  |  |       |  |  |                   |  |  |           |  |
|                    |   | Alpaïde di Bruyères    | ?                   |  |  |       |  |  |                   |  |  |           |  |
| Pipino il Breve    |   | Alpaïde di Bruyères    |                     |  |  |       |  |  |                   |  |  |           |  |
|                    |   | Lamberto II di Hesbaye | Crodoberto?         |  |  |       |  |  |                   |  |  |           |  |
|                    |   | Lamberto II di Hesbaye | Crodoberto?         |  |  |       |  |  |                   |  |  |           |  |
|                    |   | Lamberto II di Hesbaye | Théodrade (Théoda)? |  |  |       |  |  |                   |  |  |           |  |
| Rotrude di Treviri |   | Lamberto II di Hesbaye |                     |  |  |       |  |  |                   |  |  |           |  |
|                    |   | Clotilde               | Teodorico III       |  |  |       |  |  |                   |  |  |           |  |
|                    |   | Clotilde               | Teodorico III       |  |  |       |  |  |                   |  |  |           |  |
|                    |   | Clotilde               | Clotilde (Doda)     |  |  |       |  |  |                   |  |  |           |  |
| Gisella            |   | Clotilde               |                     |  |  |       |  |  |                   |  |  |           |  |
|                    | ? | si veda qui            |                     |  |  |       |  |  |                   |  |  |           |  |
|                    | ? | si veda qui            |                     |  |  |       |  |  |                   |  |  |           |  |
|                    | ? | si veda qui            |                     |  |  |       |  |  |                   |  |  |           |  |
| Cariberto di Laon  | ? |                        |                     |  |  |       |  |  |                   |  |  |           |  |
|                    |   | Bertrada di Prüm       | si veda qui         |  |  |       |  |  |                   |  |  |           |  |
|                    |   | Bertrada di Prüm       | si veda qui         |  |  |       |  |  |                   |  |  |           |  |
|                    |   | Bertrada di Prüm       | si veda qui         |  |  |       |  |  |                   |  |  |           |  |
| Bertrada di Laon   |   | Bertrada di Prüm       |                     |  |  |       |  |  |                   |  |  |           |  |
|                    |   | ?                      | ?                   |  |  |       |  |  |                   |  |  |           |  |
|                    |   | ?                      | ?                   |  |  |       |  |  |                   |  |  |           |  |
|                    |   | ?                      | ?                   |  |  |       |  |  |                   |  |  |           |  |
| Gisella di Laon    |   | ?                      |                     |  |  |       |  |  |                   |  |  |           |  |
|                    |   | ?                      | ?                   |  |  |       |  |  |                   |  |  |           |  |
|                    |   | ?                      | ?                   |  |  |       |  |  |                   |  |  |           |  |
|                    |   | ?                      | ?                   |  |  |       |  |  |                   |  |  |           |  |
|                    |   | ?                      |                     |  |  |       |  |  |                   |  |  |           |  |

### Fonti primarie
- (LA)  Fredegario,  FREDEGARII SCHOLASTICI CHRONICUM CUM SUIS CONTINUATORIBUS, SIVE APPENDIX AD SANCTI GREGORII EPISCOPI TURONENSIS HISTORIAM FRANCORUM., su The Latin Library. URL consultato il 16 settembre 2020 (archiviato il 27 luglio 2020)..
- (LA)  Monumenta Germanica Historica, tomus secundus.
- (LA)  Annales Xantenses.
- (LA)  Monumenta Germanica Historica, tomus primus.
- (LA)  Monumenta Germanica Historica, tomus XVI.
- (LA)  Rerum Gallicarum et Francicarum Scriptores, tomus tertius.
- (LA) ANNALES REGNI FRANCORUM, su The Latin Library. URL consultato il 16 settembre 2020 (archiviato il 27 luglio 2020)..

### Letteratura storiografica
- Christian Pfister, La Gallia sotto i Franchi merovingi. Vicende storiche, in Storia del mondo medievale - Vol. II, Cambridge, Cambridge University Press, 1978,  pp. 688-711.
- Gerhard Seeliger, Conquiste e incoronazione a imperatore di Carlomagno, in Storia del mondo medievale - Vol. II, Cambridge, Cambridge University Press, 1979,  pp. 358-396.